# Once
Once — п'ятий студійний альбом фінського гурту Nightwish, що вийшов 7 червня 2004 року на Nuclear Blast. Spinefarm випустив платинову редакцію цього альбому 24 листопада 2004 року, вона містить також «Live to Tell the Tale», «White Night Fantasy» та відео на «Немо». Північно-американська версія Once містить замість цього відео «Wish I Had an Angel».
Протягом перших тижнів після релізу альбом вийшов на перші місця в чартах Німеччині, Фінляндії, Норвегії, Греції; було продано більш ніж в 80000 копій в Німеччині. У травні вийшов перший сингл з цього альбому — «Nemo», в вересні «Wish I Had an Angel», у листопаді «Kuolema Tekee Taiteilijan» та в липні 2005 року — «The Siren».
Цей альбом містить багато нових елементів, зокрема, симфонічний оркестр. Композиція «Ghost Love Score» — характерний приклад об'єднання роботи Nightwish та оркестру. В запису композиції «Creek Mary's Blood» взяв участь індіанець племені Лакота Джон «Two-Hawks» (англ. Двічі Яструб). Він співає мовою свого народу та грає на флейті.
На обкладинці альбому зображено пам'ятник Ангелу скорботи американського скульптора Вільяма Ветмора Сторі.

## Виробництво

### Тексти пісень
Як і в інших альбомах Nightwish, Туомас Голопайнен став основним автором пісень і текстів. Значний внесок у написання творів також зробили Емппу Вуорінен і Марко Гієтала. Найважливішою для Голопайнена є пісня «Higher Than Hope». Він її написав разом з Гієталою в пам'ять про свого друга Марка Бруєленда, який помер від раку в 2003 році. Важливою теж є пісня «Creek Mary's Blood», що натхненна однойменною книгою письменника Ді Браун, улюбленого автора композитора. Остання пісня клавішника оспівує про геноцид корінних американців.
У пісні «Nemo» звучать мотиви про внутрішню порожнечу й відсутність ідентичності. «Kuolema Tekee Taiteilijan» розповідає про досвід життя в славі. Спочатку пісня була англійською, але Голопайнен в останню мить переписав її фінською. Він також казав, що йому дуже важко писати короткі пісні. Тому Nemo завершена лише за кілька місяців, тоді як інші довші пісні, як Creek Mary's Blood чи Ghost Love Score, за один-два дні.
Planet Hell має релігійні та міфологічні мотивами. У ній згадуються грецькі персонажі: човняр Харон, який перевозить душі мертвих; богиня Землі та матір усіх богів Гея. Ghost Love Score оспівується про помилки в коханні та нерозділені почуття. Марко Гієтала сказав, що пісня «містить багато різних деталей, іншу атмосферу в різних місцях, щоби підтримати історію».

### Запис
Робота над альбомом «Once» розпочалася в жовтні 2003 року, незабаром після завершення World Tour of the Century. Демо-версія та чернетки пісень уже були готові в листопаді. Незабаром матеріал надіслали барабанщику гурту Юкка Невалайнену, який завжди записував свої партії першим. Він працював у готелі «Helka» в Гельсінкі з іншим обладнанням, оскільки старе втрачено після концертів у Швейцарії. Марко Гієтала записав басові партії разом з гітарними Емппу Вуорінена на студії «Finnvox» в Кітее, рідному місті гурту. За словами продюсера альбому Теро Кіннунена, багато матеріалу на демозаписах залишилися в остаточній версії через хорошу якість звуку.
Туомас Голопайнен брав безпосередню участь в аранжуванні та оркестуванні під керівництвом Піпа Вільямса, британського диригента Лондонського філармонічного оркестру. Перші записи з оркестром створені 29 січня 2004 року у Phoenix Studios, Лондон. Голопайнен розповів, що всього за вісім годин п'ятдесят два музиканти відрепетирували свої партитури. У лондонські студії він також записав клавішні партій. Фінальну вокальну частину для альбому записали Тар'я Турунен і Марко Гієтала в лютому 2004 року в студії «Finnvox». На прохання Туомаса Голопайнена Турунен співала більше «рок»-тембрі, ніж у попередніх альбомах. Таким чином вони отримали задовільні результати, окрім бонус-треку. Гурт назвав його справжньою катастрофою, але назву пісні ніколи не розголошували.
Аудіомікшування альбому завершилося наприкінці березня. Загалом на його виробництво вони витратили понад 250 000 євро. Once став найдорожчим альбомом в історії Фінляндії до 2007 року, коли Nightwish витратили понад 500 000 євро на виробництво Dark Passion Play.

### Музичний стиль
Nightwish в альбомі «Once» змішали багато стилів. Деякі з них вони ніколи раніше не поєднували. Як-от суміш гітарного рифу й барабанний синтезатор для приспіву Wish I Had an Angel, або гри на флейті в виконанні індіанського співака Джона Ту-Гокса для Creek Mary's Blood (він також починає і закінчує цю пісню мовою лакота). Оркестрування надає нове звучання пісням. Ghost Love Score стала прикладом поєднання оркестру та творчості гурту. Хоча подібна робота вже виконувалася з попереднім альбомом, однак найкраще зроблена в Once.
Проте Nightwish не відмовилися від власного стилю. Альбом має звичні важкі пісні з помітнішим гітарним басом як Planet Hell, Dead Gardens і Romanticide, тоді як Kuolema Tekee Taiteilijan повністю оркестрова, без гітари, без баса та без барабанів, поступаючись місцем симфонічним інструментам і вокалу Тар'ї Турунен. Higher Than Hope має іншу атмосферу, у ній звучать слова покійний друг Туомаса Марк Бруєланд про його боротьбу з раком, а також слова батька Марка.

### Обкладинка
Обкладинку альбому створив Маркус Маєр. На ній зображено янгола з опущеною головою на кам'яний п'єдестал із написом «Once», що вигравіюваний у центрі римського лаврового вінка. Композиція обрамлена колом, а фон прикрашений завитками. На обкладинці зображена скульптура Вільяма Сторі «Янгол скорботи», що знаходиться на англійському цвитнарі в Римі. Цей надгробок також використовувати інші виконавці для свої альбомів: Embossed Dream In Four Acts (Odes Of Ecstasy), The Edges of Twilight (The Tea Party), Evanescence (Evanescence).

## Сприйняття

### Критика
Альбом отримав позитивні відгуки музичної преси. У статті, опублікованій перед релізом твору, Ене Жадік із журналу «Hard Rock» пише: «безсумнівно, це найкраща робота фінів» і «баланс між оркестровими партіями та духовими — найскладніше, що Nightwish коли-небудь записували».[джерело?] 2005 року журнал «Rock Hard» помістив Once на 383 позицію в списку «500 найкращих рок- та метал-альбомів усього часу». Журналу «Metal Storm» оцінив його на 6,5 із 10. Вони трохи розчарувалися результатом: «мені не подобається ностальгічна музика, але коли я слухаю Oceanborn і Wishmaster, безумовно, їхні два шедеври, а потім Once, то не смійте мені казати, що це той же рівень… Насправді найкраща частина — коли Гієтала співає. Приносить трішки змін, тому що я також трохи розчарований голосом Тар'ї, який звучить не так сильно, як раніше». Веб-сайт «Sputnikmusic» зазначав, що «симфонія на максимумі», «альбом один із найкращих у метал-жанрі і Nightwish доводять, що вони майстри свого жанру».
2017 року журнал «Rolling Stone» помістив Once на 89 місце у своєму списку «100 найкращих метал-альбомів усіх часів», зазначивши, що якраз на цьому альбомі «гурт досяг неймовірного балансу між потужністю та мелодією».

### Комерційний успіх
У перший тиждень після виходу Once посів перше місце в чартах Фінляндії, Німеччини, Греції та Норвегії. Альбом розійшовся тиражем понад 80 000 копій лише в Німеччині,, а до кінця 2004 року — 100 000 копій. І Nightwish отримали золотий диск. Once став першим альбом гурту, який потрапив до чартів США та Великої Британії, і дозволив їм вийти на ринки Австралії та Японії. Альбом став найбільш комерційно успішним у Європі за липень 2004 року, очоливши й European Top 100 Albums.
У травні 2004 року головний сингл альбому «Nemo» став золотим у Фінляндії лише через тиждень після випуску, а незабаром і платиновим із 10 000 проданих копій. 2016 року журнал «Metal Hammer» назвав Nemo найуспішнішою піснею гурту. У європейському чарті Eurochart Hot 100 зайняла 19 позицію. Посів перше місце в чартах Угорщини, а також у п'яти інших країнах, увійшовши до топ 10 Великої Британії. Музичний кліп до цієї пісні став найпопулярнішим на каналі MTV у Бразилії,. 2021 року «Metal Hammer» назвав Nemo 8-ю найкращою піснею рубежа століть. Сингл« Wish I Had an Angel» теж посів перше місце у фінських чартах. Пісня з'явилася серед саундтреків до фільму «Один у темряві».
Лише за один місяць Once став двічі платиновим у Фінляндії, платиновим у Німеччині та золотим в Австрії, Швеції, Швейцарії та Норвегії. До кінця 2005 року це дозволило продати понад 1,2 мільйона копій у світі та збільшити популярність гурту. Станом на червень 2013 року продано вже понад 2,3 млн копій у світі.

## Список композицій
Автор слів Туомас Голопайнен (за винятків, коли це інше). 
| Список пісень альбому «Once» | Список пісень альбому «Once»                              | Список пісень альбому «Once» | Список пісень альбому «Once» |
| #                            | Назва                                                     | Автор музики                 | Тривалість                   |
| ---------------------------- | --------------------------------------------------------- | ---------------------------- | ---------------------------- |
| 1.                           | «Dark Chest of Wonders»                                   |                              | 4:28                         |
| 2.                           | «Wish I Had an Angel»                                     |                              | 4:03                         |
| 3.                           | «Nemo»                                                    |                              | 4:36                         |
| 4.                           | «Planet Hell»                                             |                              | 4:39                         |
| 5.                           | «Creek Mary's Blood»                                      |                              | 8:29                         |
| 6.                           | «The Siren»                                               | Голопайнен Емппу Вуорінен    | 4:45                         |
| 7.                           | «Dead Gardens»                                            |                              | 4:26                         |
| 8.                           | «Romanticide»                                             | Holopainen Марко Гієтала     | 4:57                         |
| 9.                           | «Ghost Love Score»                                        |                              | 10:00                        |
| 10.                          | «Kuolema Tekee Taiteilijan» (англ. Death Makes an Artist) |                              | 3:34                         |
| 11.                          | «Higher Than Hope» (у пам'ять про Марка Бруєланда)        | Гієтала Голопайнен           | 5:35                         |
| 59:32                        |                                                           |                              |                              |

| Бонус-треки міжнародного спеціального видання | Бонус-треки міжнародного спеціального видання | Бонус-треки міжнародного спеціального видання |
| #                                             | Назва                                         | Тривалість                                    |
| --------------------------------------------- | --------------------------------------------- | --------------------------------------------- |
| 12.                                           | «White Night Fantasy»                         | 4:04                                          |
| 13.                                           | «Live to Tell the Tale»                       | 5:02                                          |
| 68:38                                         |                                               |                                               |

| Корейський спеціальний бонусний диск | Корейський спеціальний бонусний диск             | Корейський спеціальний бонусний диск | Корейський спеціальний бонусний диск |
| #                                    | Назва                                            | Автор                                | Тривалість                           |
| ------------------------------------ | ------------------------------------------------ | ------------------------------------ | ------------------------------------ |
| 1.                                   | «Where Were You Last Night» (Ankie Bagger cover) | Norell Oson Bard                     | 3:53                                 |
| 2.                                   | «Wish I Had an Angel» (demo)                     |                                      | 4:08                                 |
| 8:01                                 |                                                  |                                      |                                      |

## Учасники
- Туомас Холопайнен — композитор, клавишні, вокал
- Емппу Вуорінен — гітара
- Юкка Невалайнен — ударні
- Тар'я Турунен — вокал
- Марко Хієтала — бас-гітара